# Comtat de Molbach
El comtat de Molbach o de Nörvenich fou una jurisdicció feudal del Sacre Imperi Romanogermànic situat al sud-oest de Colònia, a tocar del país de Jülich. La capital era Nörvenich a pocs quilòmetres a l'est de Düren, però els comtes van residir després al castell de Molbach, avui dia a la població d'Untermaubach, que al segle XII va esdevenir la capital. El comtat fou creat al segle XI i va passar per herència a Jülich al final del segle XII.

## Llista de comtes
- Adalbert I, testimoniat per primer cop el 1094 en una carta de donació de l'arquebisbe de Colònia Herman III. Torna a aparèixer en donació de l'arquebisbe Frederic I del 1109.
- Adalbert II, testimoniat en la carta en que Arnold de Colònia confirmava la fundació del monestir d'Hamborn per Gerard d'Hoinstath el 1139; en la carta de Conrad III d'Alemanya del 14 de setembre de 1141. Es va casar el 1133 amb Aleidis de Cuyk (vídua d'Arnold de Rode i filla d'Hendric senyor de Cuyk). Mort no abans del 1152.
- Adalbert II, testimoniat en carta del 22 de febrer de 1166; el 1166 feia de testimoni en una carta on s'anomena comte de Molbach (Albertus comes de Molbach) i feia també de testimoni en carta del 1172 on altre cop porta el mateix títol. Va morir el 21 de maig de 1177 i tres dies després la seva vídua Aleidis i la filla Albarada (Alveradis) feien una donació per la seva anima.
- Albarada o Alveradis, hereva, casada abans de 1177 amb Guillem II de Jülich el Gran (comte 1176-1207). A la mort del seu marit va cedir el comtat al seu successor Guillem III de Jülich (un parent llunyà), ja que el fill comú Guillem, havia mor jove. Es va casar després del 1207 en segones noces amb Otó senyor de Wickrath o Wikerode. Apareix identificada a vegades com a Albarada de Saffenberg per confusió del seu pare Adalbert de Mulbach amb Adalbert de Saffenberg que es va comprovar que eren dos comtes diferents. Apareix en donacions del 1208 i 1216. No se sap quan va morir però una carta del 26 d'abril del 1245 l'esmenta com a difunta.